# Александр Комнин Асень
Александр Комнин Асень (болг. Александър Комнин Асен, серб. Alexander Komnenos Asen; ум. до 1372 года) — правитель Валонского деспотата после смерти отца в 1363 году. Сведений, по которым Александр Комнин Асень, носил титул деспота, как и его отец, не имеются. В болгарских источниках он упоминается как «севаст Валона» и «господарь Канина и Валона».

## Биография
Александр Комнин Асень родился приблизительно в 1346—1348 годах и был сыном валонского деспота Ивана Комнина Асеня от первого брака. О матери Александра данных нет; отец его был вторым сыном Срацимира, деспота Крына, и Керацы Петрицы, дочери царя Видина Шишмана I. О самом Александре практически ничего неизвестно. Он унаследовал земли на Адриатическом побережье после гибели своего отца. Новый Валонский правитель, как и его отец, поддерживал Симеона Синиша Неманича во время распада Сербо-греческого царства. Он также продолжил, как и его отец, поддерживать тесные торговые связи с Дубровницкой республикой, чье гражданство он приобрел, а также с Венецией.
Скорее всего, он погиб вскоре после участия в битве на Марице против турок-османов или же раньше: Джон Файн пишет о том, что имя Александра в современных ему источниках в последний раз упоминается в 1368 году, кроме того в 1366 году господарем Канина значится уже представитель рода Кастриоти (вероятно, предок Ивана и Скандербега).
После смерти брата Ксения Комнина в 1372 году вышла замуж за Балшу II, сына князя Зеты Балши I. В качестве приданого Балша II получил Валонский деспотат.